# Los Americans
Los Americans  (Người Mỹ) là một loạt phim truyền hình tám phần về một gia đình trung lưu gốc Mỹ Latinh gồm nhiều thế hệ sống ở Los Angeles. Bộ phim được viết kịch bản và đạo diễn bởi Dennis Leoni và phát hành năm 2011.

## Nội dung
Gia đình nhà Valenzuela đối mặt với nhiều vấn đề nhiều gia đình Mỹ hiện nay gặp phải, bao gồm thất nghiệp, bản sắc văn hóa và việc nghiện rượu.

### Các tập
| Tập | tiêu đề                            | Mô tả |
| --- | ---------------------------------- | --- |
| 8   | "Đi đến México"                    | Trong khi mọi người đang lo lắng về những khó khăn mà việc Ariel mang thai đem đến cho gia đình, cuối cùng Lee cũng tìm thấy công việc mơ ước của mình. Mọi việc trở nên tệ hơn khi Pilar bị dẫn đi bởi Thực thi Di trú và Hải quan, người tố cáo có vẻ là Jack - chồng của Victoria. Thêm vào đó, buổi phóng vấn công việc mơ ước của Lee trở nên một cơn ác mộng. |
| 7   | "Sư thật gây đau lòng"             | Trong một nỗ lực để bảo vệ Ariel khỏi người mẹ đối xử tệ bạc, những người nhà Valenzuela mang về nhà một người khách nữa, nhưng điều đó không ngăn cản được mẹ Ariel cản trở Alma, dẫn tới một lần đối đầu trực tiếp với nhau mà cả hàng xóm đều thấy rõ. Lee gặp chồng của Victoria - Jack, người khó chịu khi Lee giúp đỡ vợ anh ta, số người sinh sống trong ngôi nhà Valenzuela và những rắc rối mà những người đó đang tạo ra trong khu sinh sống yên bình của họ. |
| 6   | "Bí mật"                           | Trong một nỗ lực để bảo vệ Ariel khỏi người mẹ đối xử tệ bạc, gia đình Valenzuela mang về nhà một người khách nữa, nhưng điều đó không ngăn cản được mẹ Ariel cản trở Alma, dẫn tới một lần đối đầu trực tiếp với nhau mà cả hàng xóm đều thấy rõ. Lee gặp chồng của Victoria - Jack, người khó chịu khi Lee giúp đỡ vợ anh ta, số người sinh sống trong ngôi nhà Valenzuela và những rắc rối mà những người đó đang tạo ra trong khu sinh sống yên bình của họ.        |
| 5   | "Dẫn dắt chúng tôi ra khỏi cám dỗ" | Khi Lee giúp xe của người hàng xóm xinh đẹp mới (Victoria) khởi động, một món quà là bánh sô-cô-la đã tạo ra một chuỗi cảm giác tội lỗi, lừa gạt, lời nói dối, lòng ganh tị và đạo đức giả, tất cả đều có vẻ bình thường khi Lee và Alma biết rằng người bạn mười lăm tuổi của Pau là Ariel đang có thai. Nhưng tất cả không thể sánh được với những gì họ cảm thấy khi Paul tiết lộ một bí mật của anh ta.                                                             |
| 4   | "Vật gia truyền"                   | Lee, Alma, Ghi nhớ và Pilar trở lại để tìm thấy Jennifer đang bất tỉnh trong vòng tay của những chàng trai mà cô ta mời đến. Lee và Alma tức giận với việc Jennifer mời những cậu con trai tới và uống rượu cho tới khi mất tỉnh táo, khi họ cảm thấy giận dữ khi Lucia say xỉn, ngủ đi và để bọn trẻ không chăm sóc. Nhiều bài học được rút ra về những vấn đề mà việc nghiện rượu có thể gây ra với gia đình Valenzuela.                                              |
| 3   | "Di sản"                           | Memo có được việc trước Lee, dẫn tới một buổi chúc mừng đi quá xa. Không có cha mẹ ở nhà, Lucia đã uống rất nhiều, bất tỉnh, và cô gái mười bảy tuổi Jennifer mời những người bạn nam tới buổi tiệc, dẫn tới việc cô ta uống nhiều và ngủ mất đi, và có thể bị nguy hiểm với những việc bọn con trai có thể muốn làm. |
| 2   | "Cá và khách"                      | Những người nhà Valenzuela cố gắng điều chỉnh với việc nhiều họ hàng lạ sống trong nhà của họ, vấn đề rượu càng ngày càng nghiêm trọng của Lucia và việc Lee gặp vấn đề với tương lai bị thất nghiệp và mất thu nhập. Pilar, người vợ không giấy tờ của Memo, làm Lee bất ngờ với sự hào phóng của cô ta. |
| 1   | "Chúc mừng sinh nhật"              | Thế giới đồng quê Valenzuela của Leandro (như cái cách "Lee" thích được gọi) bị xáo động khi anh ta bị mất việc, chứng nghiện rượu của mẹ và ba người khách mới trong nhà - người anh em họ Memo mà anh ta đã không gặp trong ba muơi năm, người vợ không giấy tờ của Memo và đứa con quá cân của họ. Được viết bởi Richard Cummings, Jr. |

## Diễn viên
- Esai Morales trong vai Leandro Valenzuela
- Lupe Ontiveros trong vai Lucia Valenzuela
- JC Gonzalez trong vai Paul Valenzuela
- Raymond Cruz trong vai Memo
- Tony Plana trong vai Max
- Yvonne DeLaRosa trong vai Alma Valenzuela
- Ana Villafañe trong vai Jennifer Valenzuela

## Các giải thưởng và công nhận
Quỹ Imagen - Sê-ri Chính kịch hay nhất, 2012
Alan Greenlee, Phó chủ tịch phụ trách chương trình, One Economy phát biểu rằng "loạt phim này là một chính kịch sẽ giúp hàng triệu người hành động để cải thiện cuộc sống của họ và ra các quyết định sáng suốt."
Giải thường Sê-ri Độc lập đề Cử, ISA - Nữ diễn viên phụ xuất sắc nhất, Chính kịch, 2012 Lupe Ontiveros
Giải thường Sê-ri Độc lập đề Cử, ISA - Nam diễn viên phụ xuất sắc nhất, Chính kịch, 2012 Raymond Cruz